# Ringvej Syd (Randers)
 For alternative betydninger, se Ringvej Syd. (Se også artikler, som begynder med Ringvej Syd)
Ringvej Syd er en 2+1 sporet motortrafikvej, der går mellem E45 Nordjyske Motorvej ved frakørsel 43 Sdr. Borup og tilslutningsanlægget med Grenåvej sydvest for Assentoft. Motortrafikvejen er 4,6 km lang og forløber syd om Randers. Den er en del af Primærrute 21 og Primærrute 16. Ved tilslutningsanlægget med Grenåvej fortsætter motortrafikvejen som Grenåvej og Primærrute 21 og Primærrute 16.

## Historie
Vejdirektoratet udgav i juni 1992 rapporten Djurslands-forbindelser til den Jyske Motorvej, hvori blev beskrevet 5 muligheder for udbygning af vejforbindelser fra Ebeltoft Færgehavn til motorvej E45 såvel i nordlig som sydlig retning. Som følge heraf blev både det “nordlige og sydlige hængsel” henholdsvis Assentoft-Sdr. Borup og Lisbjerg-Skødstrup medtaget i Trafik 2005. 
1. etape af det “nordlige hængsel” blev indviet i 1996, da den ca. 5 km lange omfartsvej og motortrafikvej syd om Assentoft blev indviet. Vejstrækningen med navnet Grenåvej blev anlagt i henhold til anlægsloven fra 1994, som også indeholdte en projekteringsbemyndelse for 2. etape af motortrafikvejen fra Assentoft til Sdr. Borup ved E45. Den 2. etape af motortrafikvejen fra Assentoft til Sdr. Borup blev åbnet den 3. september 2014 af transportminister Magnus Heunicke og borgmester Claus Omann Jensen, Randers Kommune under navnet Ringvej Syd.